# Báo và Đài Phát thanh – Truyền hình Thanh Hóa
Báo và Đài Phát thanh – Truyền hình Thanh Hóa (tiếng Anh: Thanh Hoa Newspaper and Radio – Television Station) là đơn vị sự nghiệp công lập trực thuộc Tỉnh ủy Thanh Hóa; là cơ quan ngôn luận của Đảng bộ, Chính quyền và Nhân dân tỉnh Thanh Hóa, đồng thời là cầu nối thông tin giữa Đảng bộ, Chính quyền với Nhân dân tỉnh Thanh Hóa.Trụ sở chính tọa lạc tại Đại lộ Hùng Vương, phường Hạc Thành và cơ sở 2 tọa lạc tại đường Nguyễn Duy Hiệu, phường Hạc Thành.

## Lịch sử
- Ngày 26 tháng 9 năm 1956, Đài Truyền thanh Thanh Hóa được thành lập.
- Ngày 20 tháng 3 năm 1962, Báo Thanh Hóa đổi mới ra số đầu tiên.[2]
- Tháng 5 năm 1966, đổi tên Báo Thanh Hóa đổi mới thành Báo Thanh Hóa.[2]
- Ngày 19 tháng 9 năm 1977, theo Quyết định của Chủ tịch UBND tỉnh, Đài Phát thanh Thanh Hóa được thành lập, do UBND tỉnh trực tiếp quản lý.
- Ngày 18 tháng 3 năm 1979, Chủ tịch UBND tỉnh Thanh Hóa ra Quyết định số 230TC/UBTH thành lập Đài Phát thanh – Truyền hình Thanh Hóa và phát sóng chính thức chương trình truyền hình trên kênh 9 VHF với thời lượng 2h/ngày (từ 18:45 - 20:45).
- Ngày 1 tháng 1 năm 2018: Đài Phát thanh – Truyền hình Thanh Hóa phát sóng truyền hình chuẩn tín hiệu HD.[3]
- Từ 0h ngày 1 tháng 7 năm 2019, Đài ngừng phát sóng các kênh analog tại các vùng bắc trung trung du và đồng bằng để chuyển sang phát sóng truyền hình số mặt đất DVB-T2 và từ 0h ngày 1 tháng 7 năm 2020 đài ngừng sóng các trạm analog tại vùng núi từ Thanh Hóa, Nghệ An, Hà Tĩnh, Quảng Bình, Quảng Trị, Thừa Thiên Huế.
- Năm 2021, sáp nhập Báo Văn hóa – Đời sống (trực thuộc Sở Văn hóa, Thể thao và Du lịch Thanh Hóa) vào Báo Thanh Hóa.[2]
- Ngày 1 tháng 6 năm 2025, hợp nhất Báo Thanh Hóa với Đài Phát thanh và Truyền hình Thanh Hóa thành Báo và Đài Phát thanh – Truyền hình Thanh Hóa.[1]

## Cơ cấu tổ chức

### Lãnh đạo
- Tổng Biên tập: Phạm Văn Báu
- Các Phó Tổng Biên tập: Nguyễn Việt Ba, Ngô Quang Tự, Phạm Hồng Hạnh, Hoàng Anh Tuấn, Hà Đình Hậu, Mai Việt Hà, Nguyễn Huy Long

### Các phòng, đơn vị trực thuộc
- Văn phòng
- Phòng Thời sự
- Phòng Thư ký – Biên tập
- Phòng Nội dung số
- Phòng Chuyên đề và Tiếng Dân tộc
- Phòng Văn nghệ – Thể thao và Giải trí
- Phòng Kỹ thuật và Công nghệ
- Phòng Thông tin – Quảng cáo
- Trung tâm Dịch vụ Phát thanh – Truyền hình và Tổ chức sự kiện.

## Thời lượng phát sóng
Truyền hình:
- 18:45 - 20:45 (1979 - 1989).
- 18:45 - 21:45 (1990 - 1995).
- 18:45 - 23:00 (1995 - 1997).
- 17:45 - 23:45 (1998 - 2001).
- 10:00 - 13:00, 16:25 - 23:30. (01/01/2002 - 31/12/2006).
- 10:00 - 13:00, 16:25 - 23:30 : Từ T2 đến T6 & 10:00 đến 23:30: T7,CN: (1/1/2007 đến 31/12/2007)
- 05:00 - 07:00 & 08:30 - 23:30 (01/01/2008 - 31/12/2008)
- 05:00 - 23:30 (01/01/2009 - 31/12/2009)
- 05:00 - 24:00 (01/01/2010 - 30/11/2024).
- 04:00 - 24:00 (từ 01/12/2024 - nay).

Phát thanh: 
- 17:00 - 18:00 (1956 - 1992).
- 17:00 - 19:00 (1992 - 1996).
- 14:00 - 19:00 (1997 - 31/12/1999).
- 05:00 - 19:05 (01/01/2000 - 31/12/2017).
- 05:00 - 19:20 (01/01/2018 - 31/10/2021).
- 05:00 - 21:20 (01/11/2021 - 30/11/2024).
- 05:00 - 22:20 (từ 01/12/2024 - nay).

## Các kênh

### Phát thanh
- Chương trình phát thanh tổng hợp, trên sóng FM tần số 92,3 MHz.[4]

### Truyền hình
- TTV: Kênh Thời sự - Chính trị - Tổng hợp, phát trên kênh 9 - 12 VHF, 63 SHF (Hệ analog nay đã tắt sóng).
- DVB-T2: kênh 26 UHF của VTV truyền dẫn (SD) tại Thanh Hóa và kênh 31 UHF của VTC (HD) truyền dẫn (trước đây), từ 4/8/2020 chuyển sang phát tại vị trí kênh 29 UHF của VTC tại Thanh Hóa và một số khu vực, một số nơi kênh được phát tại vị trí kênh 30 UHF của VTC (hiện đã ngừng sóng).
- VTVCab: Kênh 269
- SCTV: cáp Analog tại Thanh Hóa, phủ sóng DVB-T2
- FPT: Kênh 175
- VTC: Kênh 70
- MyTV - VNPT: Kênh 361 (SD), Kênh 362 (HD)
- ViettelTV: Kênh 256
- Vinasat 1 và Vinasat 2
- Truyền hình OTT: FPT Play, ClipTV, VTVgo, App K+, MyTV, VTVCab ON, HTVC TVoD, HTV online, Thanh Hóa TV (TTV go), TV360.
- Truyền hình trực tuyền Live TV: TV Net

## Khen thưởng
- Huân chương Độc lập hạng Nhì, Ba
- Huân chương Lao động hạng Nhất, Nhì, Ba